# Kacper Filip Szelążek
Kacper Filip Szelążek (ur. 28 kwietnia 1984 w Ełku) – polski śpiewak, kontratenor. 

## Życiorys
Ukończył studia wokalne w 2016 na Uniwersytecie Muzycznym F. Chopina w Warszawie w klasie śpiewu dr. hab. Artura Stefanowicza (wcześniej uzyskał tytuł inżyniera na wydziale Elektroniki i Technik Informacyjnych Politechniki Warszawskiej). Debiutował w 2013 w partii Nerona w Koronacji Poppei Monterverdiego, którą wykonywał w Collegium Nobilium w Warszawie a w 2015 w Salle Franc Martin Auditorium w Genewie. Jako młody muzyk roku 2013 otrzymał od Polskiego Radia propozycję nagrania (które zrealizowano w następującym kształcie: Karol Szymanowski – Trzy fragmenty do słów Kasprowicza, Witold Lutosławski – 5 pieśni do słów Kazimiery Iłłakowiczówny i arie Sesta z opery Juliusz Cezar Händla) i reprezentowania Polski na Konkursie Młodych Talentów EBU w Bratysławie (International Forum of Young Performers New Talent). W swoim repertuarze posiada również partie oratoryjne m.in. pasje J.S.Bacha, kantaty Händla, Porpory, Vivaldiego i duży repertuar pieśniarski m.in. jest jedynym kontratenorem na świecie, który wykonuje 3 poematy do sł. Kasprowicza Karola Szymanowskiego.
Występował m.in. w: Filharmonii Narodowej w Warszawie, Teatro Ristori w Weronie, Teatro Thalia w Lisbonie, Sali Koncertowej Muzeum Puszkina w Moskwie, Teatrze Wielkim Operze Narodowej w Warszawie, Studiu Koncertowym im W.Lutosławskiego w Warszawie, Warszawskiej Operze Kameralnej, Dutch National Opera Amsterdam.

## Nagrody i wyróżnienia
- 2016 - nagroda Carlo Maria Giulini’ego w Międzynarodowym Konkursie Wokalnym im. Stanisława Moniuszki w Warszawie[2]
- 2017 - Medal Uniwersytetu Muzycznego Fryderyka Chopina[3] Magna cum Laude

## Wybrane dzieła z repertuaru artysty
- 2013 Koronacja Popeii Claudia Monteverdiego w roli Nerona – produkcja Instytutu Opery[4]
- 2014 Agrippina Georga Friedricha Händla w roli Nerona u boku Anny Radziejewskiej w roli Agrippiny – produkcja Stowarzyszenia Dramma per Musica[5] w Muzeum Łazienki Królewskie w Warszawie pod batutą Lilianny Stawarz
- 2015 Rodelinda Georga Friedricha Händla w roli Bertardio – produkcja Instytutu Opery[6]
- 2016 Ariodante Georga Friedricha Händla w roli tytułowej Ariodante u boku Olgi Pasiecznik jako Ginewry
- 2017 Farnace Antonia Vivaldiego w roli Gilade – produkcja Stowarzyszenia Dramma per Musica w ramach III Festiwalu Oper Barokowych w Warszawie
- 2018 La morte d'Orfeo(inne języki) Stefano Landiego w roli Bacco – produkcja opery w Amsterdamie[7] pod dyrekcją Christophe Rousset(inne języki)[8] z orkiestrą Les Talens Lyriques(inne języki)
- 2018  Juliusz Cezar Georga Friedricha Händla w roli tytułowej Juliusza Cezara pod dyrekcją Paula Esswooda – produkcja Teatru Wielkiego w Poznaniu – wersja koncertowa[9]
- 2019 La finta pazza(inne języki) Francesco Sacratiego w roli Eunuco pod dyrekcją Leonardo García Alarcón(inne języki)[10] z Leonardo García Alarcón(inne języki) – produkcja Opery Dijon, Francja
- 2019 Orlando generoso(inne języki) Agostino Steffaniego w roli Medoro pod dyrekcją Paula O’Dette i Stephena Stubbsa z BEMF Orchestra – produkcja Boston Early Music Festival(inne języki) w Cutle Majestic Theatre w Bostonie, USA
- 2019  Juliusz Cezar Georga Friedricha Händla w roli Tolomeo pod dyrekcją Christophe Rousseta z orkiestrą Les Talens Lyriques – wersja koncertowa w Theatre des Champs Elyses Paryż Francja, Festiwal George Enescu 2019 Bukareszt Rumunia w Romanian Athenaeum[11], Festiwal D'Ambronay 2019 Francja
- 2019 Agrippina Georga Friedricha Händla w roli Narciso pod dyrekcją Christophe Rousseta z orkiestrą Les Talens Lyriques – wersja koncertowa w Romanian Athenaeum Bukareszt, Festiwal George Enescu 2019 Rumunia[12]
- 2019 śpiew w programie Christiny Pluhar Himmelsmusik z orkiestrą L’Arpeggiata – Filharmonia Pomorska w Bydgoszczy w ramach 57 Bydgoskiego Festiwalu Muzycznego oraz Heinrich Schütz Musikfest w Dreźnie Niemcy.
- 2019 Carmina Burana Carla Orffa, pod dyrekcją Lorenzo Passeriniego, Teatr Wielki w Warszawie
- 2020 Carmina Burana Carla Orffa, pod dyrekcją Dimitrisa Botinisa, Filharmonia Łódzka im.Artura Rubinsteina w Łodzi
- 2020 śpiew w programie "Farinelli contra Carestini" z Anną Radziejewską, Festiwal Dramma per Musica Online 2020, pod batutą Liliany Stawarz, Royal Baroque Ensamble, Warszawa
- 2020 Il Palazzo incantato(inne języki) Rossiego w roli Prasildo/Le Nain, pod batutą Leonardo Garcia Alarcon, Cappella Mediterranea, 2020 Opera w Dijon, 2021 Opéra national de Lorraine(inne języki) -Nancy, Francja
- 2021 Stabat Mater(inne języki) Giovanni Battista Pergolesi wraz z Hanną Sosnowską, pod dyrekcją Pawła Przytockiego, Filharmonia Łódzka im.Artura Rubinsteina w Łodzi
- 2021 Mesjasz Georg Friedrich Händel, pod dyrekcją Kai Baumann, Filharmonia Pomorska im. Ignacego Jana Paderewskiego w Bydgoszczy
- 2021 Agrippina Georga Friedricha Händla w roli Narciso u boku Ann Hallenberg, pod batutą Francesco Cortiego, Drottningholm Palace Theatre, Sztkholm, Szwecja
- 2021 Rodelinda Georga Friedricha Händla w roli Bertardio, pod batutą Krzysztofa Garstki, Capella regia Polona, Polska Opera Królewska, Warszawa
- 2022 Koronacja Popeii Claudia Monteverdiego w roli Nerona, pod batutą Krzysztofa Garstki, Capella regia Polona, Polska Opera Królewska, Warszawa
- 2022 Pasja według św. Jana (BWV 245) J.S. Bacha, pod batutą Andreasa Scholla, Chór i orkiestra Filharmonii Łódzkiej, Łódź
- 2022 Via Crucis śpiew z Celine Scheen(inne języki), pod batutą Christiny Pluhar, Elbphilharmonie, Hamburg, Niemcy
- 2022 La Finta Pazza Francesco Sacratiego w roli Eunuco, pod dyrekcją Leonarda Garcii Alarcona, Het Concertgebouw Amsterdam, Holandia
- 2022 Il Diluvio universale Falvettiego, pod batutą Leonarda Garcii Alarcona, Ludwigsburg, Niemcy
- 2022 Cantates de Bach J.S. Bacha, pod batutą Leonarda Garcii Alarcona, Festiwal de Saint-Denis/Festwal de Namur, Paryż, Francja
- 2022 śpiew u boku Celine Scheen(inne języki) w programie Christiny Pluhar Himmelsmusik z orkiestrą L’Arpeggiata, Corvey-Niemcy; Brugia-Belgia
- 2023 Rodelinda Georga Friedricha Händla w roli Bertardio, pod batutą Krzysztofa Garstki, Capella regia Polona, Polska Opera Królewska, Warszawa
- 2023 Koronacja Popeii Claudia Monteverdiego, pod batutą Raphaëla Pichona, Poera National du Rhin/Opera Graz, Francja, Szwajcaria
- 2023 Koronacja Popeii Claudia Monteverdiego, pod batutą Emiliana Gonzaleza Toro, Theatre des Champs-Elyses - Paryż, Francja